# Thomas Dekker (scrittore)
Thomas Dekker (Londra, 1572 circa – 25 agosto 1632) è stato uno scrittore e drammaturgo inglese prolifico e versatile dell'Età elisabettiana, che ha svolto attività di scrittore di testi per il teatro e di libelli in prosa. La sua carriera si è svolta nell'arco di molti decenni durante i quali è stato in contatto con molti dei più famosi drammaturghi dell'epoca.

## Vita
Non si sa molto sulle origini e sugli anni giovanili di Dekker. Da alcuni riferimenti contenuti nelle sue opere, si crede che sia nato a Londra verso il 1572. Il suo cognome è di origine olandese, e alcuni suoi lavori tradotti dal latino fanno ipotizzare che abbia frequentato le scuole secondarie.
Dekker iniziò a scrivere per il teatro nell'ultimo lustro del XVI secolo. La sua firma è stata trovata sul manoscritto del dramma "Sir Thomas More", risalente al triennio 1591-1593. Ha scritto testi per la compagnia teatrale "Admiral's Men" (del Lord Ammiraglio) di Philip Henslowe nel cui Diario è menzionato per la prima volta nel 1598. Sono registrati suoi lavori rappresentati prima del 1594, ma non è chiaro se ne fosse l'unico autore in quanto il suo lavoro consisteva spesso in revisioni o in aggiornamenti di opere preesistenti. Tra il 1598 e il 1602 ha firmato circa quaranta drammi in collaborazione con Henslowe. A quegli anni risalgono anche alcune collaborazioni con Ben Jonson e John Marston che presumibilmente contribuirono alla controversia nota, fra il 1600 e il 1601, come la "Guerra dei Teatri". Francis Meres inserì Dekker nel suo elenco dei principali drammaturghi nel 1598.
Ben Jonson fece della satira su Dekker battezzandolo "Demetrius Fannius" in "Poetastro" e come "Anaides" in "Cynthia si diverte". La reazione di Dekker si manifestò con "Satiromastix", il finale della rappresentazione satirica "Poetomachia", in cui Jonson venne rappresentato come "Orazio", un individuo affettato e ipocrita. Nonostante la polemica, nel 1603 Jonson e Dekker tornarono a collaborare di nuovo fra di loro in occasione di una parata per l'incoronazione di Giacomo I d'Inghilterra.

Il primo periodo giacobita fu per Dekker molto confuso e frenetico. Alla fine del 1602 avvenne la rottura con Henslowe, per ragioni non note. Dekker lavorò per qualche tempo per la compagnia teatrale Worcester's Men (del Conte di Worcester), poi ritornò a lavorare con la compagnia "Admiral's Men", ora finanziata dal Principe del Galles Henry Frederick Stuart, scrivendo "La Cortigiana Onesta " ("The Honest Whore"), che costituì un grande successo, "La Cortigiana di Babilonia" ("The Whore of Babylon", 1607) e di "Se Questo non è un buon dramma, il Diavolo se lo pigli" ("If This Be Not a Good Play, the Devil is in It", 1611) il cui esito fu invece deludente; quest'ultima commedia, prima del fiasco con la compagnia "Queen Anne's Men" (della Regina Anna) al "Red Bull Theatre", era stata rifiutata dalla compagnia "Prince Henry's Men" (del Principe di Galles).
Dekker condusse costantemente una vita disordinata tanto da essere imprigionato per debiti una prima volta nel 1599. Nel 1612 l'evento più drammatico: fu rinchiuso alla prigione King's Bench per un debito di quaranta sterline che aveva contratto con il padre di John Webster. Rimase in prigione sette anni, nonostante l'aiuto di amici come Edward Alleyn e Endymion Porter. Gli anni di prigionia furono difficili; Dekker disse di essere uscito da quell'esperienza con i capelli bianchi.
Riacquistata la libertà nel 1619, Dekker riprese a scrivere per il teatro, collaborando sia con drammaturghi della sua generazione, come John Day e John Webster sia con scrittori più giovani come John Ford e Philip Massinger. Uno di questi drammi, "Keep the Widow Waking" (1624, scritto in collaborazione con John Ford, John Webster, e William Rowley) era ispirato a due omicidi avvenuti poco prima a Whitechapel. Nella seconda metà del decennio, Dekker ancora una volta si limitò a scrivere libelli e a rielaborare vecchi lavori teatrali. Non pubblicò più alcun lavoro dopo il 1632; si ritiene pertanto che sia il "Thomas Dekker, proprietario di una abitazione" che fu seppellito l'anno 1632 nella Chiesa di Saint James in Clerkenwell.

## Attività
In tutta la sua carriera, Dekker scrisse velocemente, sotto la spinta dei creditori, senza preoccuparsi eccessivamente della qualità del suo lavoro. I suoi lavori presentano spesso i segni di questa frettolosità: sono spesso ripetitivi, sciatti nel linguaggio e non sempre originali. Il ritratto che ne fece Ben Jonson è ritenuto veritiero da molti critici: Dekker è considerato da molti un abilissimo artigiano rinascimentale i cui talenti furono dissipati per il bisogno implacabile di produrre il più possibile. Dekker è stato etichettato anche come un sentimentale. Di recente i critici, pur riconoscendo la mediocrità di molti dei suoi lavori, considerano Dekker uno scrittore impegnato che ritrasse col suo lavoro esplorò le tensioni sociali e politiche della sua età. Le sue commedie si presentano come un misto di realismo e fantasia, sono state sempre molto apprezzate per il loro umorismo; presentano quasi sempre un quadro molto animato degli ambienti popolari londinesi dell'epoca, e non è raro trovare nei dialoghi dei frammenti lirici che sono stati considerati tra i migliori dell'epoca.

### Teatro

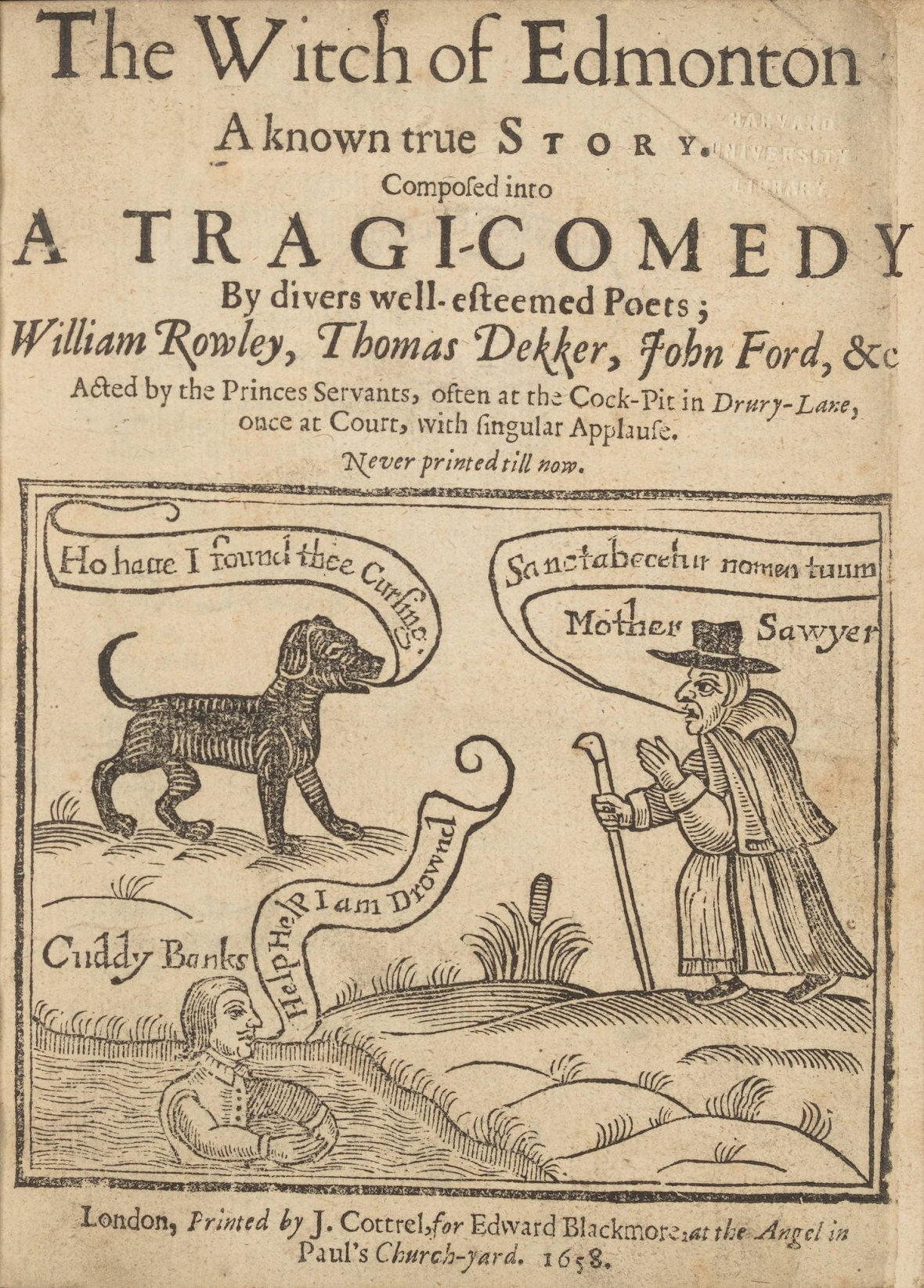
Witch of Edmonton

Quando Dekker cominciò a scrivere per il teatro, erano ancora vivi Thomas Nashe e Thomas Lodge; quando morì, era già nato John Dryden. Come la maggior parte dei drammaturghi della sua epoca, Dekker seppe adattarsi ai cambiamenti delle mode e dei gusti; comunque, anche i suoi lavori nei generi, alla moda nell'età Elisabettiana, della satira e della commedia, mostrano i segni del suo talento e del suo geniale umorismo. La maggioranza dei lavori teatrali che sopravvivono ancor oggi sono infatti commedie o testi satirici.
La maggior parte dei lavori di Dekker sono andati perduti. La vita disordinata e la mancata collaborazione con una compagnia teatrale fissa (come avvenne per Shakespeare e John Fletcher) può aver favorito la perdita o mancata pubblicazione dei suoi manoscritti. Durante la sua esistenza pubblicò all'incirca venti lavori teatrali; di questi, più della metà sono commedie mentre le tragedie importanti sono tre:
- "Il Dominio della Concupiscenza" ("Lust's Dominion"), scritta in collaborazione con Day, Marston e William Haughton nel 1600
- "La Vergine Martire" ("The Virgin Martyr") scritta con Massinger nel 1620
- "La Strega di Edmonton" ("The Witch of Edmonton") scritta in collaborazione con Ford e Rowley nel 1621.

La prima fase della carriera di Dekker è documentata nei registri di Philip Henslowe. Il suo nome appare per la prima volta nel 1598 collegato a "Fayeton" (presumibilmente, Phaeton, "Fetonte"). Sono poi registrati, nel 1599, i compensi per "The Triplicity of Cuckolds", "The Mad Man's Morris", e "Hannibal and Hermes", scritti in collaborazione con Robert Wilson, Henry Chettle, e Michael Drayton. Nel 1599 scrisse, in collaborazione con Chettle, "The Page of Plymouth" e alcune commedie aventi per soggetto personaggi mitologici: Troilo, Cressida e Agamennone. In quell'anno collaborò anche, con Chettle, Jonson, e Marston in un dramma su Roberto II di Scozia. Quello stesso 1599 vide anche la produzione di tre lavori che ci sono tutti pervenuti:
- "La festa dei calzolai, o l'Arte Gentile" ("The Shoemaker's Holiday, or the Gentle Craft"), il lavoro più famoso, classificato dai critici moderni come una commedia borghese in cui si rappresenta la vita quotidiana nella Londra del XVII secolo
- "Il vecchio fortunato" ("Old Fortunatus")
- "Grissil la paziente" ("Patient Grissel"), su un tema popolare tratto da Chaucer

Nel 1600 scrisse "The Seven Wise Masters", "Fortune's Tennis", "Cupid and Psyche", e "Fair Constance of Rome". L'anno seguente, oltre a "Satiromastix" di cui si è detto prima a proposito della polemica con Ben Johnson, collaborò con Thomas Middleton a "Sebastian of Portugal", "Blurt" e "Master Constable". Nel 1602 revisionò due vecchi drammi, "Ponzio Pilato" e la seconda parte di "Sir John Oldcastle". Scrisse inoltre "Caesar's Fall", "Jephthah", "A Medicine for a Curst Wife", "Sir Thomas Wyatt" (sulla ribellione di Thomas Wyatt), e "Christmas comes but once a Year".
Dopo 1602, Dekker divise i suoi interessi tra la composizione di brevi prose e quella di componimenti teatrali, per cui la produzione di opere teatrali decrebbe notevolmente. Con Middleton scrisse "La Cortigiana Onesta" per il teatro "Fortune" nel 1604, e "La Famiglia dell'Amore" ("The Family of Love "). Con John Webster scrisse "Attenzione a Nord!" ("Northward Ho") e "Attenzione a Ovest!" ("Westward Ho"). Sul fiasco della satira anticattolica "Cortigiana di Babilonia" e della tragicommedia "Se Questo non è..." ("If This Be Not... ") è già stato riferito. La collaborazione con Middleton continuò anche nel 1611 con "La ragazza ruggente" ("The Roaring Girl"), una biografia romanzata di una famosa borseggiatrice dell'epoca, Mary Frith.
Dekker non scrisse drammi durante il periodo in cui fu recluso. Riacquistata la libertà, collaborò con John Day nei drammi "Guy of Warwick" (1620), "The Wonder of a Kingdom" (1623) e "The Bellman of Paris" (1623). Un altro lavoro di questo periodo, "Il nobile soldato spagnolo" ("The Noble Spanish Soldier") è probabilmente la revisione di un precedente lavoro scritto in collaborazione con Day. Con John Ford " scrisse "Il favorito del sole" ("The Sun's Darling", 1624), "Il Cavaliere Delicato" ("The Fairy Knight2, 1624) e "Il mercante di Bristow" ("The Bristow Merchant", 1624). "L'Ambasciatore gallese" ("The Welsh Ambassador"), perduto, può essere un rifacimento de "Il nobile soldato spagnolo".

### Prosa
Anche negli scritti in prosa Dekker mostrò lo stesso vigore che è stato osservato nei lavori teatrali. Gli opuscoli in prosa sono stati scritti in tutti i periodi della sua vita, anche durante il carcere, e trattano una grande varietà di soggetti in un'altrettanta grande varietà di stili. Una copiosa produzione libellistica iniziò nel 1603, forse in occasione della chiusura dei teatri per una epidemia di peste bubbonica. Il suo primo fu "L'anno Meraviglioso" ("The Wonderful Year"), un resoconto giornalistico dell'anno (1603) della morte di Elisabetta, dell'ascesa al trono di Giacomo I, e dell'epidemia di peste bubbonica. Un buon successo ottennero i due successivi opuscoli sulla peste: "News From Gravesend" e "The Meeting of Gallants at an Ordinary". "The Double PP" (1606) è un libello anticattolico scritto in reazione alla Congiura delle polveri.
Dopo 1608, Dekker scrisse i suoi libriccini più popolari: una serie di libelli in cui si descrivono i vari trucchi truffatori e ladri, fra cui "Thieves' cant", un vocabolario sul gergo dei malfattori. Questi libelli, che furono spesso aggiornati e ristampati più volte da Dekker, comprendono "The Belman of London" (1608), "Lanthorne and Candle-light", "Villainies Discovered by Candlelight", e "English Villainies": sono formati sul modello dei libelli, simili per contenuto, scritti da Robert Greene.

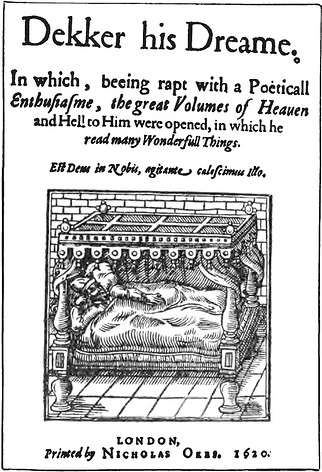
Dekker his dreame, 1620

Altri opuscoli sono di taglio giornalistico e offrono ritratti vividi della Londra giacobita. "The Dead Term" (1608) descrive Westminster durante le vacanze estive. "The Guls Horne-Booke" (1609) descrive la vita dei gentiluomini di città, dando preziose informazioni sul comportamento degli spettatori nei teatri Londinesi. "Work for Armourers" (1609) e "The Artillery Garden" (1616) (l'ultimo in versi) descrive l'ambiente legato alle industrie militari di Inghilterra. "London Look Back" (1630) tratta dell'anno 1625, l'anno della morte di Giacomo I, mentre "Wars, Wars, Wars" (1628) tratta delle persecuzioni degli Ugonotti in Francia.
Come era atteso, Dekker cercò di sfruttare anche la sua esperienza in prigione. "Dekker His Dreame" (1620) è un lungo poema che descrive la sua disperata reclusione; vi aggiunse sei dialoghi tratti dalla sesta edizione (1616) di "Sir Thomas Overbury's Characters", mentre "Lanthorne and Candlelight" sono delle riflessioni sulle sue esperienze in prigione.
I libelli di Dekker, rivelano i segni di una composizione frettolosa e senza preoccupazioni stilistiche ancor più dei suoi lavori teatrali. Ma, ancor più di questi ultimi, sono in grado ancor oggi di intrattenere piacevolmente e di offrire preziose rappresentazioni della vita quotidiana nella Londra giacobita.